# Karol Serreqi
Karol Serreqi OFM właśc. Ndue Serreqi (ur. 26 lutego 1911 w Szkodrze, zm. 4 kwietnia 1954 w więzieniu w Burrelu) – albański duchowny katolicki, więzień sumienia, błogosławiony Kościoła katolickiego.

## Życiorys
Uczył się początkowo w szkole prowadzonej przez Franciszkanów w Szkodrze. Studia teologiczne odbył w Brescii. Tam też został wyświęcony na księdza 29 czerwca 1936. W latach 1937–1939 sprawował posługę duszpasterską w parafii Curraj të Epërme, następnie jako proboszcz w parafiach Berishë (1939–1943) i Rajë (1943–1946). 9 października 1946 został aresztowany we wsi Rajë przez funkcjonariuszy Departamentu Obrony Ludu. Pretekstem do aresztowania było ostrzelanie grupy żołnierzy przez mieszkańców wsi. Serreqi odmówił ujawnienia informacji, które uzyskał podczas spowiedzi. Więziony i torturowany początkowo w Dukagjini, a następnie w Szkodrze. 18 stycznia 1947 Sąd Okręgowy w Szkodrze skazał go na karę śmierci przez powieszenie. Z czasem wyrok zamieniono na dożywotnie więzienie i pracę przymusową na bagnach Maliq k. Korczy. Ostatnie miesiące życia spędził w więzieniu w Burrelu, gdzie 4 kwietnia 1954 zmarł na atak serca.
Serreqi znalazł się w gronie 38 Albańczyków, którzy 5 listopada 2016 w Szkodrze zostali ogłoszeni błogosławionymi. Beatyfikacja duchownych, którzy zginęli "in odium fidei" została zaaprobowana przez papieża Franciszka 26 kwietnia 2016.